# Església parroquial de Sant Pere (el Castell de Vilamalefa)
L'església parroquial de Sant Pere Apòstol, localitzada a la plaça d'Espanya del Castell de Vilamalefa, a la comarca de l'Alt Millars és un lloc de culte catalogat com Bé de rellevància local, segons la Disposició Addicional Cinquena de la Llei 5/2007, de 9 de febrer, de la Generalitat Valenciana, de modificació de la Llei 4/1998, d'11 de juny, del Patrimoni Cultural Valencià (DOCV Núm. 5.449 / 13/02/2007), amb codi identificatiu: 12.08.041.002.
Pertany a l'arxiprestat 14, conegut com de Sant Vicent Ferrer, amb seu a Llucena, del bisbat de Sogorb-Castelló.